# Горњи Фагету (Алба)
Горњи Фагету (рум. Făgetu de Sus) насеље је у Румунији у округу Алба у општини Појана Вадулуј. Oпштина се налази на надморској висини од 910 m.

## Становништво
Према подацима из 2002. године у насељу је живело 191 становника, од којих су сви румунске националности.